# جون هيدبيرغ
جون هيدبيرغ (بالسويدية: Johan Hedberg)‏ هو لاعب هوكي الجليد سويدي، ولد في 5 مايو 1973 في Nacka ‏ في السويد.

## وصلات خارجية
- جون هيدبيرغ على موقع دوري الهوكي الوطني (الإنجليزية)
- جون هيدبيرغ على موقع EliteProspects.com (الإنجليزية)
- جون هيدبيرغ على موقع Eurohockey.com (الإنجليزية)
- جون هيدبيرغ على موقع HockeyDB.com (الإنجليزية)
- جون هيدبيرغ على موقع Hockey-Reference.com (الإنجليزية)
- جون هيدبيرغ على موقع أوليمبيديا (الإنجليزية)
- جون هيدبيرغ على موقع اللجنة الأولمبية السويدية (السويدية)